# Гамільтон (округ, Канзас)
Шаблон:StateAbbr_ 38°01′00″ пн. ш. 101°40′01″ зх. д. / 38.0167° пн. ш. 101.667° зх. д.
Округ Гамільтон (англ. Hamilton County) — округ (графство) у штаті Канзас, США. Ідентифікатор округу 20075.

## Історія
Округ утворений 1873 року.

## Демографія
За даними перепису 
2000 року 
загальне населення округу становило 2670 осіб, усе сільське.
Серед мешканців округу чоловіків було 1319, а жінок — 1351. В окрузі було 1054 домогосподарства, 716 родин, які мешкали в 1211 будинках.
Середній розмір родини становив 3,09.
Віковий розподіл населення поданий у таблиці:
| Стать    | До 15 років | 15-21 | 22-29 | 30-39 | 40-49 | 50-65 | 65-85 | Понад 85 |
| -------- | ----------- | ----- | ----- | ----- | ----- | ----- | ----- | -------- |
| Чоловіки | 326         | 129   | 121   | 168   | 193   | 187   | 168   | 27       |
| Жінки    | 291         | 121   | 118   | 160   | 185   | 181   | 239   | 56       |

## Суміжні округи
- Грілі — північ
- Вічита — північний схід
- Карні — схід
- Стентон — південь
- Проверс, Колорадо — захід

## Виноски
1. ↑  U.S. Decennial Census. United States Census Bureau. Архів оригіналу за 12 травня 2015. Процитовано 26 липня 2014.
2. ↑  Historical Census Browser. University of Virginia Library. Архів оригіналу за 11 серпня 2012. Процитовано 26 липня 2014.
3. ↑  Population of Counties by Decennial Census: 1900 to 1990. United States Census Bureau. Архів оригіналу за 5 червня 2019. Процитовано 26 липня 2014.
4. ↑  Census 2000 PHC-T-4. Ranking Tables for Counties: 1990 and 2000 (PDF). United States Census Bureau. Архів оригіналу (PDF) за 18 грудня 2014. Процитовано 26 липня 2014.
5. ↑  State & County QuickFacts. United States Census Bureau. Архів оригіналу за 6 серпня 2011. Процитовано 26 липня 2014.(англ.) Наведено за англійською вікіпедією.
6. ↑  American FactFinder. Бюро перепису населення США. Архів оригіналу за 21 травня 2008. Процитовано 31 січня 2008.

| США | Це незавершена стаття з географії США. Ви можете допомогти проєкту, виправивши або дописавши її. |